# Seredne (obwód iwanofrankiwski)
Seredne (ukr. Середня) – wieś na Ukrainie, w  obwodzie iwanofrankiwskim, w rejonie kałuskim.
Prywatna wieś szlachecka prawa wołoskiego w 1439 roku, położona była w ziemi halickiej województwa ruskiego.